# Brunettia yoshimotoi
Brunettia yoshimotoi és una espècie d'insecte dípter pertanyent a la família dels psicòdids.

## Descripció
- Els exemplars adults fan 1,24 mm de llargària a les antenes, 1,95 de longitud alar i 0,92 d'amplada a les ales.[5]

## Distribució geogràfica
Es troba a Àsia: l'illa de Mindanao (les illes Filipines).